# Уманец-Райская, Ираида Павловна
Ума́нец-Ра́йская, Ираида Павловна (1855—1914) — русская актриса, драматург, театральный педагог.

## Биография
Родилась 4 (16) марта 1855 года.
Училась в Бесплатной музыкальной школе М. А. Балакирева. Актерскую деятельность начала в 1870-х годах в Александринском театре хористкой, в основном, в массовках. Её наставницей была известная В. В. Самойлова. В 1874—1881 годах выступала на провинциальной сцене (Курск, Екатеринбург, Вильна, Харьков, Пермь, Ирбит), в том числе, вместе с В. Н. Давыдовым и в антрепризе П. М. Медведева (Саратов, Казань). Первоначально, как отмечал Давыдов (Рассказ о прошлом. — Ленинград ; Москва: Искусство, 1962) начинающая Уманец-Райская публику неудовлетворяла … Смотреть же на Уманец-Райскую, когда она изображала Периколу, просто было жалко! Постепенно к ней пришёл успех.
С 1 января 1882 года была зачислена в драматическую труппу московских императорских театров, стала одной из ведущих актрис Малого театра. С успехом играла женские роли в пьесах А. Н. Островского, который очень хвалил её за исполнение роли Катерины в «Грозе».
В 1902 году завершила актерскую карьеру и перешла на педагогическую работу, организовав Драматические курсы. Для этих целей издала «Популярный самоучитель постановки голоса и выразительного чтения».
Умерла 7 (20) ноября 1914 года в Сокольнической больнице от крупозного воспаления лёгких.

## Роли в репертуареМалого театра
- «Бесприданница» А. Н. Островского — Лариса, 1881;
- «Женитьба Белугина» А. Н. Островского — Елена;
- «Без вины виноватые» А. Н. Островского — Шелавина;
- «Гроза» А. Н. Островского — Катерина;
- «Свои люди — сочтёмся» А. Н. Островского — Липочка;
- «Последняя жертва» А. Н. Островского — Ирина Лавровна;
- «Воевода» А. Н. Островского — Марья Власьевна;
- «Горе от ума» А. С. Грибоедова — Софья, 1887;
- «Севильский цирюльник» Бомарше — Розина;
- «Ревизор» Н. В. Гоголя — Марья Антоновна;
- «Вторая молодость» П. Н. Невежина — Телегина;
- «Жизнь Илимова» В. С. Лихачёва — Людмила;
- «Гусь лапчатый» И. А. Салова — Агния;
- «Общество поощрения скуки» В. Крылова — Зизи.